# ريفاس فاسيامدريد (محطة مترو أنفاق مدريد)
ريفاس فاسيامدريد (بالإسبانية: Rivas Vaciamadrid)‏ هي محطة مترو أنفاق في مدريد في إسبانيا، تقع على الخط رقم 9.